# Tony Richards
Anthony Willis (Tony) Richards (Birmingham, 6 maart 1934 - 6 maart 2010) was een Engels voetballer.
De aanvaller Richards speelde achtereenvolgens bij Birmingham City FC (1951-1954), Walsall FC (1954-1963), Port Vale FC (1963-1966), Nuneaton Borough AFC en Dudley Town. Bij Walsall speelde hij 334 matchen en scoorde hij 185 maal.